# A kezdet kezdete
A kezdet kezdete (eredeti cím: Year One) 2009-es amerikai kaland-filmvígjáték, amelyet Harold Ramis, Gene Stupnitsky és Lee Eisenberg forgatókönyvéből Harold Ramis rendezett. A főszerepben Jack Black és Michael Cera látható. 
A filmet Judd Apatow produkciós cége, a The Apatow Company készítette, és 2009. június 19-én került a mozikba. A nyitóhétvégén 19,6 millió dolláros bevételt hozott, világszerte pedig 62,4 millió dollárt a 60 milliós költségvetésével szemben.

## Cselekmény
Miután két vadász-gyűjtögetőt száműznek törzsükből, az útjuk során bibliai szereplőkkel találkoznak, és végül Szodoma városában kötnek ki.

## Szereplők
- Jack Black: Zed, Zero fia
- Michael Cera: Oh, Ooh fia
- Oliver Platt: Főpap
- David Cross: Káin
- Christopher Mintz-Plasse: Izsák
- Vinnie Jones: Sargon
- Hank Azaria: Ábrahám
- Juno Temple: Eema, Zero lánya és Zed nővére
- Olivia Wilde: Inanna hercegnő[2]
- June Diane Raphael: Maya
- Gia Carides: A Királynő
- Horatio Sanz: Enmebaragesi
- David Pasquesi: Miniszterelnök
- Matthew J. Willig: Marlak
- Gabriel Sunday: Széth
- Paul Rudd: Ábel[3] (stáblistán nem szerepel)
- Eden Riegel: Lilith
- Bill Hader: Sámán
- Harold Ramis: Ádám
- Rhoda Griffis: Éva
- Xander Berkeley: A Király
- Paul Scheer: kőműves
- Kyle Gass: Zaftig, eunuch
- Marshall Manesh: Rabszolgakereskedő
- Bryan Massey: új Őr